# Лукояновський район
Лукояновський район (рос. Лукояновский район) — адміністративно-територіальна одиниця (район) та муніципальне утворення (муніципальний район) у південно-східній частині Нижньогородської області Росії.
Адміністративний центр — місто Лукоянов.

## Історія
Район було утворено 1929 року.

## Населення
| 1939    | 1959    | 1970    | 1979    | 1989    | 2002    | 2008    |
| ------- | ------- | ------- | ------- | ------- | ------- | ------- |
| 73 359  | ↗74 145 | ↘55 769 | ↘44 568 | ↘38 359 | ↘35 828 | ↘32 785 |
| 2009    | 2010    | 2011    | 2012    | 2013    | 2014    | 2015    |
| ↘32 362 | ↗32 384 | ↘32 320 | ↘31 916 | ↘31 354 | ↘30 816 | ↘30 424 |
| 2016    | 2017    |         |         |         |         |         |
| ↘30 216 | ↘29 897 |         |         |         |         |         |